# Jon Favreau
Jon Favreau, właśc. Jonathan Kolia Favreau (ur. 19 października 1966 w Nowym Jorku) – amerykański reżyser filmowy, scenarzysta i aktor. Reżyserował filmy Iron Man i Iron Man 2. Zdobywca nagrody Saturn za najlepszą reżyserię.

## Życiorys
Urodził się w Nowym Jorku jako syn Madeleine, nauczycielki szkolnej, która zmarła na białaczkę w 1979 roku, oraz Charlesa Favreau, pedagoga. Jego matka była żydówką, natomiast ojciec katolikiem włoskiego oraz odległego francusko-kanadyjskiego pochodzenia. Po ukończeniu Bronx High School of Science w 1984 uczęszczał do Queens College w latach 1984–1987. Przez krótki czas pracował dla banku Bear Stearns.
Jego pierwszą autorską produkcją była komedia Smog z 1999 roku. Następnie wyreżyserował między innymi takie filmy jak Elf (2003), Zathura – Kosmiczna przygoda (2005), Iron Man (2008) oraz Iron Man 2 (2010). W grudniu 2010 oznajmił, że nie wyreżyseruje trzeciej części z serii. Powodem tej decyzji był konflikt z Marvel Studios.
Reżyserowany przez niego western science-fiction Kowboje i obcy wszedł do kin w USA pod koniec lipca 2011. W Polsce obraz zagościł na ekranach 26 sierpnia.
Favreau stworzył również pierwszy na świecie serial aktorski osadzony w świecie Gwiezdnych wojen pt. The Mandalorian.

## Życie prywatne

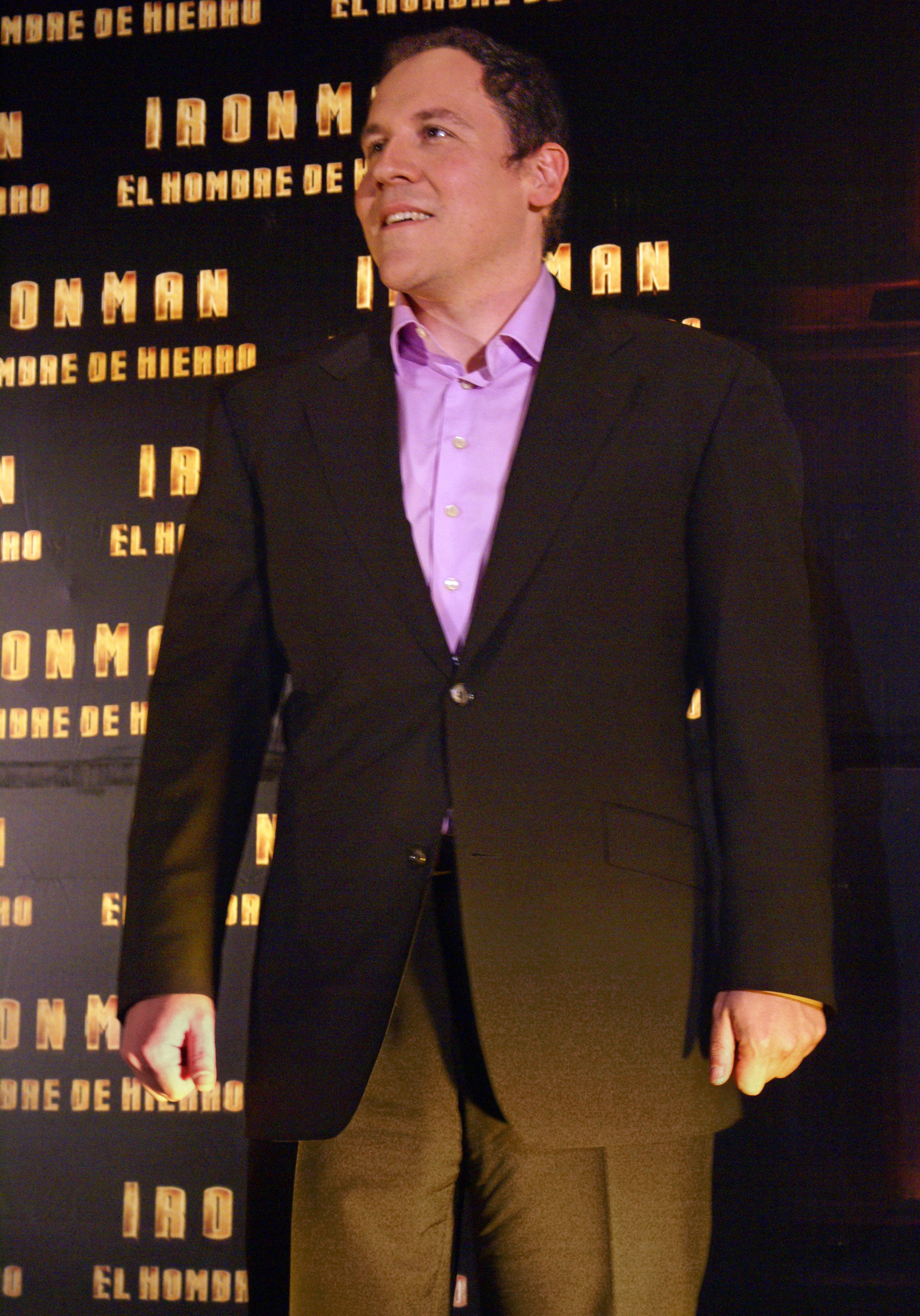
Jon Favreau podczas promowania filmu Iron Man w Meksyku, kwiecień 2008

Od 2000 roku jego żoną jest Joya Tillem. Para ma trójkę dzieci: Maxa (urodzony w lipcu 2001), Madeleine (kwiecień 2003), oraz Brighton Rose (sierpień 2006).

## Filmografia

### Filmy
- 2003: Elf
- 2005: Zathura – kosmiczna przygoda
- 2008: Iron Man
- 2010: Iron Man 2
- 2011: Kowboje i obcy
- 2014: Szef
- 2016: Księga dżungli
- 2019: Król lew

### Seriale
- 2001–2005: Dinner for Five
- od 2019: Szefowie kuchni w akcji
- od 2019: The Mandalorian
- 2021: Księga Boby Fetta